# Национальный банк Молдовы
Национальный банк Молдовы (рум. Banca Națională a Moldovei) — центральный банк Республики Молдова. Основан в 1991 году.
В компетенцию Национального банка входит:
- заключение договоров и выпуск обязательств;
- приобретение и распоряжение движимым и недвижимым имуществом в целях осуществления своих функций;
- обращение с иском в суд и участие в процессе в качестве субъекта.

Основная задача:
- Основной задачей Национального банка являются обеспечение и поддержание стабильности цен.
- Без ущерба для своей основной задачи Национальный банк развивает и поддерживает финансовую систему, основанную на рыночных принципах, и содействует общей экономической политике государства.

Национальный банк осуществляет следующие основные функции:
- определяет и осуществляет денежную и валютную политику государства;
- действует как банкир государства и его фискальный агент;
- проводит экономический и денежный анализ и на его основе вносит Правительству свои предложения, доводит результаты анализа до сведения общественности;
- лицензирует, осуществляет надзор и регулирование деятельности финансовых учреждений;
- предоставляет кредиты банкам;
- осуществляет надзор за системой платежей в республике и способствует эффективному функционированию системы межбанковских платежей;
- выступает как единственный эмиссионный орган национальной валюты;
- устанавливает, после консультаций с Правительством, режим обменного курса национальной валюты;
- хранит золотовалютные резервы государства и управляет ими;
- от имени Республики Молдова принимает на себя обязательства, выполняет операции, вытекающие из участия Республики Молдова в деятельности международных публичных организаций, в банковской, кредитной и денежной сферах в соответствии с условиями международных договоров;
- составляет платежный баланс государства;
- осуществляет валютное регулирование на территории Республики Молдова.

В 1995 году парламент Республики Молдова принял «Закон o Национальном банке Молдовы», согласно которому Национальный банк является самостоятельным публичным юридическим лицом, но является подотчётным парламенту, а в реализации своих задач взаимодействует с Правительством.